# Solomon Ortiz
Solomon Porfirio Ortiz est un homme politique américain né le 3 juin 1937. Membre du Parti démocrate, il est élu pour le Texas à la Chambre des représentants des États-Unis de 1983 à 2011.

## Biographie
Solomon Ortiz nait et grandit à Robstown dans le comté de Nueces au Texas. Engagé dans la United States Army de 1960 à 1962, il devient policier du comté en 1965. Ortiz siège au conseil du comté de Nueces de 1969 à 1976, année où il est élu shérif du comté.
En 1982, le Texas gagne plusieurs sièges à la Chambre des représentants des États-Unis. Ortiz est élu dans le 27e district, une circonscription nouvellement créée et majoritairement hispanique qui s'étend de Corpus Christi à la frontière mexicaine. De 1984 à 2008, il est réélu tous les deux ans avec plus de 56 % des suffrages. Ortiz est finalement battu par le républicain Blake Farenthold lors des élections de 2010. Après un recomptage des voix, le représentant reconnaît sa défaite, de l'ordre de 650 bulletins. Malgré le contexte de « vague républicaine », sa défaite est considérée comme une surprise par de nombreux observateurs,.